# 王领骑士
《王領騎士》，是一個由火星貓科技开发的台灣手機遊戲。遊戲類型為回合制策略角色扮演游戏，獲得2019年經濟部工業局「數位內容產品獎」頭獎。遊戲主題曲由李欣芸製作、台北愛樂交響樂團演奏。遊戲中除了自身角色外，其他玩家創造的角色也可以招攬成為同伴。故事背景設定在一個被海環繞的大陸，稱作「卡美洛」的世界。背景里，貓是卡美洛的王族，玩家则扮演騎士。

## 外部連結
- 王領騎士官方網站（页面存档备份，存于）
- 王领骑士的Facebook專頁